# Apistoloricaria listrorhinos
Apistoloricaria listrorhinos är en fiskart som beskrevs av Han Nijssen och Isbrücker, 1988. Apistoloricaria listrorhinos ingår i släktet Apistoloricaria och familjen Loricariidae. Inga underarter finns listade i Catalogue of Life.